# Camel (марка сигарет)
Camel (с англ. — «Верблюд») — международный бренд сигарет, который был впервые представлен на рынке американской компанией «R.J. Reynolds Tobacco» летом 1913 года. Большинство современных сигарет Camel содержит смесь турецкого и вирджинского табака. В начале 2008 года были изменены состав табачной смеси и дизайн упаковки.

## История
Эта марка сигарет выпускается с 1913 года. Рецептура представляет смесь входивших тогда в моду тёмных и терпких турецких табаков (Ориентал) и светлых, мягких вирджинских (сорта: Вирджиния и Берли). Позже она стала известна как American Blend («американская смесь»).
Сигареты с незамысловатым названием марки — «верблюд» (а именно так переводится Camel) стали популярными в США, а затем и в мире. Camel, как и её конкуренты, пыталась завоевать свой рынок с помощью рекламы. В начале XX века не была сильно развита реклама в средствах массовой информации, тогда была реклама на плакатах, где были нарисованы солидные люди, курящие Camel, а также рекламные слоганы, например такие как: «Я готов пройти целую милю ради Camel», «Начало озарения», «Camel. Удивительно мягкий вкус», «Camel. Моё время. Моё удовольствие».
В 1974 году, когда британская арт-роковая группа Camel выпустила свой второй альбом Mirage, в США разгорелся скандал из-за его обложки: она практически полностью повторяла дизайн лицевой стороны пачек сигарет Camel. В результате на американском рынке альбом был выпущен с другой обложкой. В Европе претензий к группе не возникло, поскольку её менеджер успел договориться с европейским отделением табачной компании о выпуске рекламных пачек (на 5 сигарет) с обложкой альбома Mirage и списком композиций.